# Paradiskungsfiskare
Paradiskungsfiskare (Tanysiptera) är ett fågelsläkte i familjen kungsfiskare inom ordningen praktfåglar med åtta eller nio arter som förekommer på Nya Guinea med kringliggande övärld samt nordöstra Australien:
- Mindre paradiskungsfiskare (T. hydrocharis)
- Vanlig paradiskungsfiskare (T. galatea)
- Kofiauparadiskungsfiskare (T. ellioti)
- Biakparadiskungsfiskare (T. riedelii)
- Numforparadiskungsfiskare (T. carolinae)
- Svartryggig paradiskungsfiskare (T. nympha)
- Brunhuvad paradiskungsfiskare (T. danae)
- Gulbröstad paradiskungsfiskare (T. sylvia)
- Svarthuvad paradiskungsfiskare (T. nigriceps)